# Tindhólmur

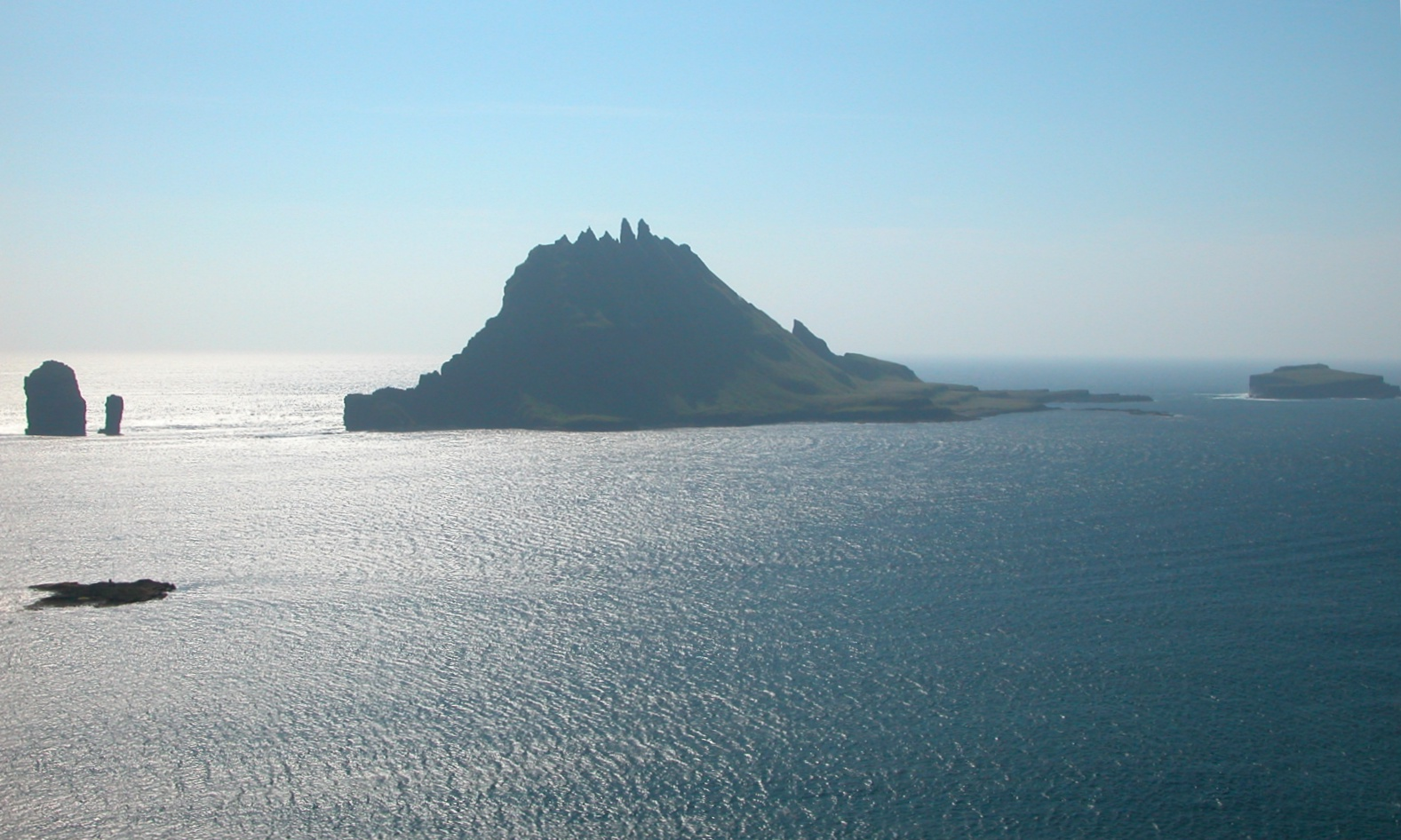
Drangarnir, Tindhólmur och Gáshólmur.

Tindhólmur är en holme på den södra sidan av Sørvágsfjørður väster om Vágar. Den har fått sitt namn efter de fem bergstopparna Ytsti, Arni, Lítli, Breiði och Bogdi (borterst, örn, liten, bred och tokig).
Holmen har inga invånare men har en total area på 650.000 m². Den högsta punkten är på 262 meter över havet.
- Wikimedia Commons har media som rör Tindhólmur.